# Weird Scenes Inside the Gold Mine
Weird Scenes Inside the Gold Mine är ett samlingsalbum av musikgruppen The Doors, utgivet i januari 1972. Albumtiteln är hämtad från texten till låten "The End".
Låtarna "Who Scared You" och "(You Need Meat) Don't Go No Further" var b-sidor på singlarna "Wishful Sinful" respektive "Love Her Madly" och hade tidigare inte givits ut på något album.

## Låtlista
Skiva 1
1. "Break on Through (To the Other Side)" - 2:25
2. "Strange Days" - 3:05
3. "Shaman's Blues" - 4:45
4. "Love Street" - 3:06
5. "Peace Frog/Blue Sunday" - 5:00
6. "The WASP (Texas Radio & The Big Beat)" - 4:12
7. "End of the Night" - 2:49
8. "Love Her Madly" - 3:18
9. "Spanish Caravan" - 2:58
10. "Ship of Fools" - 3:06
11. "The Spy" - 4:15
12. "The End" - 11:35

Total speltid: 50:34
Skiva 2
1. "Take It as It Comes" - 2:13
2. "Runnin' Blue" - 2:27
3. "L.A. Woman" - 7:49
4. "Five to One" - 4:22
5. "Who Scared You" - 3:51
6. "Don't Go No Farther" - 3:37
7. "Riders on the Storm" - 7:14
8. "Maggie M'Gill" - 4:25
9. "Horse Latitudes" - 1:30
10. "When the Music's Over" - 11:00

Total speltid: 48:28